# Temporada 1878-1879 del Liceu
La temporada 1878-1879 del Liceu va començar el 10 d'octubre i va acabar el 10 de juny. Va comptar amb l'estrena absoluta de l'òpera Il Negriero de Salvatore Auteri-Manzocchi. Aquesta òpera no seguia les formes melòdiques tradicionals de l'escola italiana.
La direcció artística de les òperes va estar confiada als mestres concertadors Eusebi Dalmau i Carlo Scalisi, i si el primer no va desdir de la bona i justa fama que tenia adquirida, el segon no es va acreditar d'hàbil en la seva comesa. Al final de la temporada també va dirigir Joan Goula.
Els cantants que varen actuar en aquesta temporada varen ser:

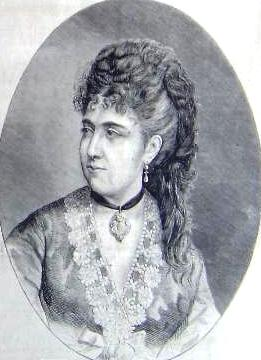
Amalia Fossa

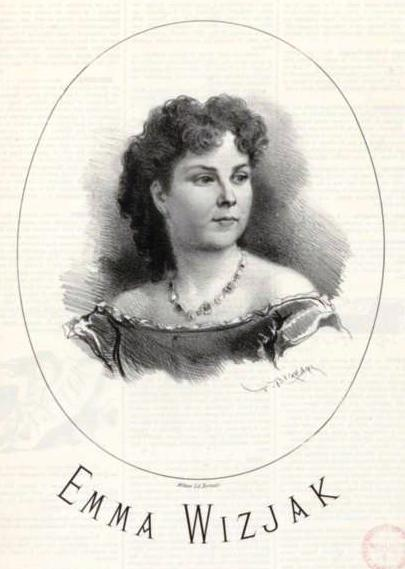
Emma Wizjak

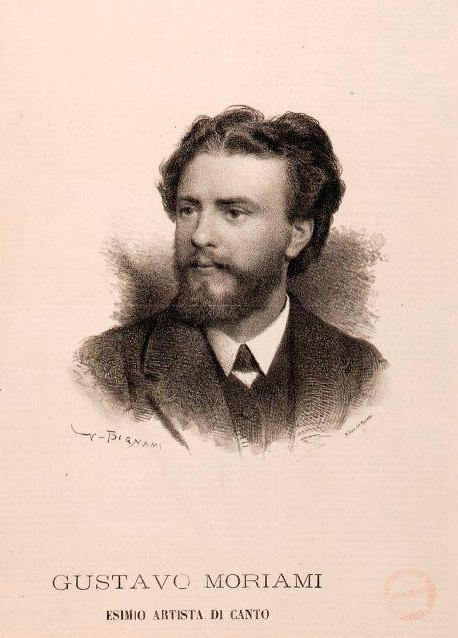
Gustavo Moriami

- Marietta Bulli-Paoli, prima donna soprano de veu fresca i espontània, encara que una mica limitada a la corda aguda. Va cantar amb un estil poc correcte i sense expressió, pel que la nova cantatriu no va ser ben rebuda pel públic. Tan sols va cantar en dues representacions de Les Huguenots, i l'empresa va rescindir amb ella els seus compromisos. Primer desengany.
- Nelly Marzi Morini, una altra prima donna soprano de veu agradable i bastant àgil per al cant lleuger, però per haver patit una desentonació, particularment en els punts aguts, aquesta cantatriu tampoc va ser ben rebuda pel públic i l'empresa es va afanyar així mateix a trencar els seus compromisos amb ella, després de la segona representació de Les Huguenots. Segon desengany.
- Amalia Fossa, prima donna soprano ja coneguda i apreciada pel públic, que va cantar durant dos mesos amb els mateixos aplaudiments que ja conquistés en una altra temporada, i que l'empresa es va afanyar a contractar en l'última, per substituir a les altres dues prim donnas abans esmentades.
- Fanny Rubini Scalisi, prima donna soprano, que havia cantat dos anys abans al mateix teatre amb general aplaudiment, i que no va ser menys ben rebuda aquesta vegada. Aquesta artista va estar contractada fins a la conclusió del carnaval.
- Vittoria Passigli, prima donna mezzosoprano, amb veu de regular volum, poc espontània i una mica tremolosa; i encara que el seu estil no era notable, cantà amb molt sentiment. Aquesta artista, que no va ser mal rebuda, va estar contractada també fins al final del carnaval.
- Augusta Armandi, prima donna contralt de veu agradable, i que sense tenir qualitats notables de cantatriu, cantava amb gràcia.
- Emma Wizjak, prima donna soprano de veu voluminosa, encara que no sempre espontània en alguns punts d'ella. Si bé el seu estil de cant no era acurat, tenia força expressió i de vegades energia, encara que la seva entonació no fou sempre justa. Aquesta artista, que va venir contractada a principis de desembre, va cantar Aida i L'Africana; però com que no era del grat del públic, a la fi de gener va acabar els seus compromisos amb l'empresa.
- Matilde Ricci va passar al Liceu quan va rescindir el seu contracte amb l'empresa de Santa Creu, i va ser tolerada en aquell teatre.
- Adele Bianchi Montaldo, escripturada per a reemplaçar a la Wizjak, era una soprano que l'any anterior havia tingut les simpaties del públic per la seva veu fresca i agradable i les seves moltes facultats, i va continuar gaudint del favor del públic.
- Roberto Stagno, primer tenor, sobradament conegut del públic de Barcelona per les seves qualitats artístiques. Va tornar amb menys espontaneïtat força de timbre de veu, però d'altra banda havia incrementat els seus dots artístics amb la seva llarga experiència; doncs el seu estil s'havia provat amb la cura de la seva dicció, la delicadesa en la il·lació de la veu i les seves bones inflexions, Stagno va causar el mateix entusiasme que quan va cantar al mateix teatre alguns anys abans. Va ser contractat fins a principis de desembre.
- Carlo Raverta, un altre primer tenor de veu bastant robusta i vibrant, però que li faltava espontaneïtat en els punts aguts. Sense ser un cantant notable, cantà discretament i amb expressió. No obstant això, com que no va ser ben rebut, només va prendre part en Aida, i l'empresa va rescindir el contracte amb ell. Tercer desengany.
- Ottavio Nouvelli, un altre primer tenor de veu fresca i bastant espontània, de vocalització correcta i que cantà amb expressió, bé que no li sobraven facultats.
- Luigi Bolis, un altre primer tenor que va venir a reemplaçar Stagno, de veu robusta i ben timbrada, però no sempre espontània, que frasejava bé, però la vocalització era força pertorbada. Com que aquesta circumstància acusava en aquest artista certa decadència en el seu òrgan vocal, i aquest li feia traïció de vegades, Bolis va tenir un èxit bastant dubtós i només va cantar de desembre fins al carnaval.
- Emilio Naudin, un altre primer tenor tan conegut com apreciat pel públic, que va ser contractat a la fi de desembre. Aquest distingit artista, si bé conservava els dots de cantor dramàtic, les seves facultats havien patit ja prou detriment al final de la temporada, encara que les suplís en part la seva molta intel·ligència.
- Gustavo Moriami, primer baríton de veu robusta i vibrant, que cantà amb decisió i entusiasme, de vegades sobrat, per les qualitats va merèixer el favor del públic.
- Emilio de Bernis, un altre primer baríton, de veu poc grata i sense qualitats de cantor, va concloure el contracte pel carnaval.
- Ormondo Maini, primer baix cantant de veu robusta i sonora; artista d'una intel·ligència poc comuna per la seva seguretat, desimboltura i intenció en el cant. Maini, en la seva especialitat artística, va ser una de les millors adquisicions que va fer l'empresa del Liceu, i va conquerir les generals simpaties del públic, concloent la seva contracta pel carnaval.
- Paolo Meroles, un altre primer baix de veu bastant plena, que cantà discretament i era conegut per haver cantat durant la temporada de l'estiu anterior en el teatre Novedades.
- A més, van ser contractats com a comprimaris la senyora Riquero i els senyors Casaments, Ferrando, Puiggener i Viñals.

Amb la quaresma va començar una nova temporada formada per una companyia d'òpera composta per:
- Marie Pauline Nininger, prima donna soprano de veu desagradable i sense cap qualitat artística. Aquesta cantatriu va ser mal rebuda, i només va cantar una nit Dinorah.
- Els consorts Decazeau, prima donna soprano, l'esposa, de veu regular però desigual, amb qualitats artístiques poc recomanables. El marit tenia veu de tenor robusta i vibrant, però amb males condicions de cantor. Com que ni l'un ni l'altra van agradar, només van cantar un cop L'Ebrea i van ser acomiadats per l'empresa.
- Giuseppe Fancelli, primer tenor, després d'haver cantat dues vegades Aida, encara que posseïa una veu llisa, espontània i vibrant, no tenia qualitats artístiques i no va ser ben rebut, i també fou acomiadat.
- Antonietta Pozzoni, mezzosoprano amb veu robusta i voluminosa, que a una arrogant figura afegia dots artístics molt recomanables, com ara dicció intencionada i expressió tan notable com oportuna. Per tals qualitats, aquesta artista va ser molt aplaudida i va estar contractada des de Pasqua fins a la fi de la temporada.
- Giovanni Sani, tenor de veu robusta, vibrant i molt espontània, que com que cantà amb enteresa i expressió, va tenir bona acollida encara que només va ser contractat per un mes.
- Vittorio Cantoni, tenor comprimario, que ja havia cantat abans al mateix teatre.
- Ormondo Maini, baix que va tornar a ser escripturat a la fi de la temporada.
- Adele Gini-Pizzorni, una altra prima donna soprano escriptura a última hora. De veu agradable però de poc volum, cantatriu correcta i de bon estil, que cantà amb intenció.
- Byron, cognom de l'últim tenor contractat, que va funcionar pocs dies al Liceu amb Il Profeta; la seva veu era robusta i vibrant, encara que una mica gutural i d'emissió no sempre espontània, sense que li faltés expansió. Sense ser un cantor notable, va ser ben rebut i aplaudit.

| Temporada 1878-1879 del Liceu |                            |                                                                                      |                   | |           |                                                            |
| Òpera                         | Compositor                 | Director musical                                                                     | Director d'escena | Papers principals | Producció | Dates                                                      |
| Gli Ugonotti                  | Giacomo Meyerbeer          |                                                                                      |                   | Marietta Bulli Paoli/Amalia Fossa, Nelly Marzi, Augusta Armandi, Roberto Stagno, Emilio De Bernis, Ormondo Maini |           | octubre                                                    |
| Aida                          | Giuseppe Verdi             |                                                                                      |                   | Amalia Fossa/Emma Wiziak/Adele Bianchi Montaldo, Vittoria Passigli, Carlo Raverta, Gustavo Moriami, Ormondo Maini, Pau Meroles |           | octubre                                                    |
| Rigoletto                     | Giuseppe Verdi             | Carlo Scalisi                                                                        |                   | Roberto Stagno (octubre i novembre) / Luigi Bolis (gener i febrer); Gustavo Moriami, Fanny Rubini-Scalisi, Agustí Rodas, Augusta Armandi, Pilar Riquero, Francesc Viñals |           | 23, 24, 27 octubre / 5 novembre / 17, 21 gener / 12 febrer |
| Il barbiere di Siviglia       | Gioacchino Rossini         | Eusebi Dalmau                                                                        |                   | Roberto Stagno/Vittorio Cantoni, Aristide Caracciolo/Giovanni Marchisio, Amalia Fossa/Virginia Ferni, Gustavo Moriami, Ormondo Maini/Giovanni Mirabella, Francesc Viñals, Pilar Riquero/Trinitat Mestres, Giovanni Chiesi |           | novembre                                                   |
| Il Negriero                   | Salvatore Auteri-Manzocchi |                                                                                      |                   | Gabriella Rubini, Roberto Stagno, Gustavo Moriami, Ormondo Maini |           | novembre                                                   |
| Martha                        | Friedrich von Flotow       |                                                                                      |                   | Fanny Rubini-Scalisi, Augusta Armandi, Ottavio Nouvelli, Gustavo Moriami, Gennaro Sammarco |           | novembre                                                   |
| La traviata                   | Giuseppe Verdi             | Eusebi Dalmau/Joan Baptista Dalmau                                                   |                   | Fanny Rubini-Scalisi/Virginia Ferni/Amalia Fossa, Carlo Raverta/Emilio Naudin, Emilio De Bernis/Eugeni Laban/Gustavo Moriami |           | novembre                                                   |
| La favorita                   | Gaetano Donizetti          | Eusebi Dalmau (desembre)/Carlo Scalesi (gener)/Joan Goula (abril)                    |                   | Vittoria Passigli (desembre, gener), Antonietta Pozzoni (abril), Ottavio Nouvelli (desembre, gener), Emilio Naudin (abril), Emilio de Bernis (desembre, gener), Gustavo Moriami (abril), Pau Meroles, Agustí Rodas (29 abril), Melcior Puig, Pilar Riguero |           | 5, 19, 22 desembre 1878 / 11, 18 gener / 24, 25, 29 abril  |
| Fra Diavolo                   | Daniel Auber               |                                                                                      |                   | Fanny Rubini Scalisi, Augusta Armandi, Emilio Naudin, Ottavio Nouvelli, Emilio De Bernis, Pau Meroles, Augustin Rodas |           | desembre                                                   |
| L'Africana                    | Giacomo Meyerbeer          |                                                                                      |                   | Emma Wiziak, Matilde Ricci, Luigi Bolis, Gustavo Moriami, Ormondo Maini |           | desembre                                                   |
| Il trovatore                  | Giuseppe Verdi             | Eusebi Dalmau (4 gener; febrer; març) / Carlo Scalisi (26 gener) / Joan Goula (maig) |                   | Gustavo Moriami (4 gener; maig) / Emilio De Bernis (26 gener; febrer; març), Emma Wizjack (4 gener) / Adele Bianchi-Montaldo (26 gener; maig) / Amalia Fossa Gruitz (febrer; març), Augusta Armandi (4 gener) / Vittoria Passigli (26 gener)/ Trinitat Mestres (març) / Maria Bianchi-Fiori (maig), Luigi Bolis (gener; febrer) / Carlo Bulterini (març) / Giovanni Sani (maig), Agustí Rodas, Pilar Riquero, Melcior Puig |           | 4, 26 gener / 11, 18 febrer / 2, 13 març / 24, 25, 27 maig |
| Lucia di Lammermoor           | Gaetano Donizetti          |                                                                                      |                   | Fanny Rubini Scalisi, Luigi Bolis/Emilio Naudin, Gustavo Moriami, Pau Meroles, Pilar Riquero, Melchior Puig/Josè Carbonell |           | desembre / febrer                                          |
| Lucrezia Borgia               | Vincenzo Bellini           |                                                                                      |                   | Erminia Borghi Mamo, Elena Sanz, Julián Gayarre, Francesco Pandolfini |           | desembre                                                   |
| Dinorah                       | Giacomo Meyerbeer          |                                                                                      |                   | Fanny Rubini-Scalisi/Marie Pauline Nininger, Ottavio Nouvelli/Vittorio Cantoni, Gustavo Moriami |           | gener                                                      |
| Ballo in maschera             | Giuseppe Verdi             | Eusebi Dalmau                                                                        |                   | Luigi Bolis, Emilio Naudin (dies 26, 27), Josep Palou, Gustavo Moriami (dies 26, 27), Adele Bianchi, Augusta Armandi, Matilde Ricci, Segon Maimir, Agustí Rodas, Francesc Viñals, Melcior Puig, Ildefonso Ferrando |           | 5, 6, 9, 20, 26, 27 febrer                                 |
| Faust                         | Charles Gounod             |                                                                                      |                   | Virginia Ferni Germano, Augusta Armandi, Carlo Bulterini, Eugeni Laban, Pau Meroles |           | febrer                                                     |
| Il trovatore                  | Giuseppe Verdi             |                                                                                      |                   | Carlo Bulterini/Giovanni Sani/Bolis Luigi, Emma Wiziak/Adele Bianchi Montaldo/Amalia Fossa, Augusta Armandi/Vittoria Passigli/Trinidad Mestres/Maria Bianchi Fiorio, Gustavo Moriami/Emilio de Bernis, Augustin Rodas |           | febrer                                                     |
| Ruy Blas                      | Filippo Marchetti          |                                                                                      |                   | Carlo Bulterini/Giovanni Bassini, Adele Bianchi Montaldo, Vittoria Passigli, Gustavo Moriami, Giovanni Mirabella |           | febrer                                                     |
| La Juive                      | Jacques Fromental Halévy   |                                                                                      |                   | Maria Cazeaux, Matilde Ricci, Emilio Naudin/Francesco Cazeaux, Vittorio Cantoni, Giovanni Mirabella |           | març                                                       |
| Frà Diavolo                   | Daniel Auber               |                                                                                      |                   | Virginia Ferni, Teresa Maccaferri, Emilio Naudin, Vincenzo Simonetti/Josè Carbonell, Giovanni Marchisio, Pau Meroles, Augustin Rodas |           | març                                                       |
| Jone                          | Errico Petrella            |                                                                                      |                   | Adele Bianchi Montaldo, Teresa Maccaferri, Carlo Bulterini, Gustavo Moriami, Giovanni Mirabella |           | abril                                                      |
| Aida                          | Giuseppe Verdi             |                                                                                      |                   | Antonietta Anastasi Pozzoni, Amalia Fossa, Giuseppe Fancelli/Giovanni Sani, Gustavo Moriami, Ormondo Maini, Pau Meroles |           | abril                                                      |
| Traviata                      | Giuseppe Verdi             |                                                                                      |                   | Virginia Ferni/Amalia Fossa, Emilio Naudin, Eugeni Laban |           | abril                                                      |
| Les Huguenots                 | Giacomo Meyerbeer          |                                                                                      |                   | Amalia Fossa, Matilde Ricci, Maria Bianchi Fiorio, Giovanni Sani, Enrico Pogliani, Ormondo Maini, Pau Meroles |           | abril                                                      |
| Guglielmo Tell                | Gioachino Rossini          |                                                                                      |                   | Adele Gini Pizzorni, Matilde Ricci, Teresa Maccaferri, Giovanni Sani, Gustavo Moriami, Ormondo Maini |           | mayo                                                       |
| Il Profeta                    | Giacomo Meyerbeer          |                                                                                      |                   | Antonietta Anastasi Pozzoni, Adele Gini Pizzorni, Artur Byron, Vittorio Cantoni, Carlo De Probizzi, Pau Meroles |           | mayo                                                       |